# ۱۰۲۷ (میلادی)
۱۰۲۷ (میلادی) هزار و بیست و هفتمین سال تقویم میلادی است.

## زادگان
- ویلیام یکم ملقب به ویلیام فاتح، پادشاه انگلستان

## درگذشتگان
‎